# Bibo Bergeron
Eric Bergeron (Paris, 14 de julho de 1965), mais conhecido pelo nome artístico Bibo Bergeron, é um diretor de cinema francês. Depois de atuar como animador em obras como An American Tail: Fievel Goes West (1991), FernGully: The Last Rainforest (1992), A Goofy Movie (1995) e All Dogs Go to Heaven 2, Bergeron fez sua estreia nos cinemas como diretor em The Road to El Dorado (2000), seguido pelo sucesso de bilheteria Shark Tale (2004).